# Casino van Gent

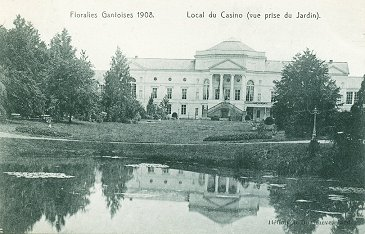
Het Casino van Gent in 1908

Het Casino van Gent was een gebouw en bijbehorend park in de Belgische stad Gent. Het Casino was gelegen tussen de Coupure en het Casinoplein.
Het gebouw werd opgericht van 1835 tot 1836 naar een ontwerp van Louis Roelandt om de Gentse Floraliën te huisvesten. Deze bloemententoonstelling ging in 1908 voor de laatste keer door in dit gebouw, waarna ze verhuisde naar het nieuwe Feest- en Floraliënpaleis. Tijdens de Eerste Wereldoorlog werd het Casino gebruikt als militair hospitaal. Na jarenlange verwaarlozing werd het in 1945 gesloopt.
Het maakte plaats voor de Faculteit Diergeneeskunde van de Universiteit Gent.